# Patchanee Kithavorn

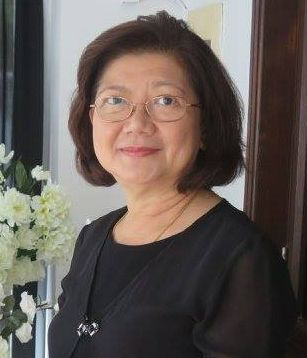
Patchanee Kithavorn (2016)

Patchanee Kithavorn ist eine thailändische Diplomatin.

## Werdegang
Patchanee war 2001 an der thailändischen Botschaft in Bern tätig. 2009 war sie Gesandter-Botschaftsrätin (Minister Counselor) in der thailändischen Botschaft in Kuala Lumpur (Malaysia) und 2013 stellvertretende Generaldirektorin der Abteilung für Europäische Angelegenheiten im Außenministerium Thailands. Dem folgte der Posten der Generalkonsulin Thailands im chinesischen Nanning.
Seit 2016 ist Patchanee Botschafterin Thailands in Osttimor und folgt damit Buskorn Prugaspongse. Ihre Akkreditierung übergab sie Präsident Taur Matan Ruak am 12. April 2016. 2018 wurde Danai Karnpoj neuer Botschafter.